# Yagaba

Yagaba är en ort i norra Ghana, nära Kulpawnfloden. Den är huvudort för distriktet Mamprugu Moagduri, och folkmängden uppgick till 2 836 invånare vid folkräkningen 2010.